# اخترناوگان
اخترناوگان (به انگلیسی: Starfleet) سازمانی تخیلی است در مجموعه تلویزیونی و فیلم‌های پیشتازان فضا که ماموریت آن انجام خدمات اکتشافی، صلح‌بانی و نظامی برای فدراسیون متحد سیارات در اعماق فضا است.
اخترناوگان بازوی اصلی فدراسیون برای کاوش، پدافند، دیپلماسی و پژوهش در فضا است.
مقر اخترناوگان در سان‌فرانسیسکو، واقع در کالیفرنیا، کره زمین، سامانه خورشیدی، بخش ۰۰۱ ربع آلفا، قرار گرفته‌است.
اکثریت اعضای این ناوگان ستاره‌ای از انسان‌ها هستند اما افرادی از صدها گونه زیستی دیگر نیز در آن عضویت دارند.

## بخش‌ها
اخترناوگان از بخش‌ها و یگان‌های زیر تشکیل شده‌است:
- فرماندهی
- دانشکده افسری
- ریاست دادرسی اخترناوگان (Starfleet Judge Advocate General)
- خدمات درمانی
- یگان ناوسازی
- رسته مهندسی
- سازمان اطلاعات
- ستاد عملیاتی
- دژبانی (Starfleet Security)
- ستاد رزم‌آرایی (Starfleet Tactical)

بسیاری از ساختمان‌های اخترناوگان در منطقه واقع در شرق پل گلدن‌گیت در منتهی‌الیه شبه‌جزیره سان‌فرانسیسکو واقع شده‌اند.